# Edwin G. Pulleyblank
Edwin G. Pulleyblank (1922-13 de abril de 2013) miembro de la Sociedad Real de Canadá, fue un sinólogo canadiense, educado en Calgary y Londres. Fue profesor emérito de la Universidad de British Columbia. Conocido por su trabajo en la fonología histórica china y en la historia de la China de la Dinastía Tang.

## Obras
- The Background of the Rebellion of An Lu-shan, London, UK: Oxford University Press. 1955.
- Chinese History and World History: An inaugural lecture, Cambridge, UK: Cambridge University Press. 1955.
- Historians of China and Japan, Edited with W.G. Beasley. London, UK: Oxford University Press, 1961.
- Middle Chinese: A Study in Historical Phonology, Vancouver, Canadá: UBC Press. 1984.
- Studies in Language Origins. Vol. I., ed by Jan Wind, Edwin G. Pulleyblank, Eric de Grolier and Bernard H. Bichakjian, Amsterdam and Philadelphia, PA: Benjamins, 1989.
- A Lexicon of Reconstructed Pronunciation in Early Middle Chinese, Late Middle Chinese and Early Mandarin, Vancouver, Canadá: UBC Press. 1991.
- A Chinese text in Central Asian Brahmi script: New evidence for the pronunciation of Late Middle Chinese and Khotanese, With R. E. Emmerick. Rome: Istituto Italiano per il Medio ed Estremo Oriente. 1994.
- Outline of Classical Chinese Grammar, Vancouver, Canadá: UBC Press. 1995.
- Essays on Tang and pre-Tang China, Aldershot, UK, and Burlington, VT, USA: Ashgate. 2001.
- Central Asia and Non-Chinese Peoples of Ancient China. Aldershot, UK, and Burlington, VT, USA: Ashgate. 2002.

- Datos: Q1294587